# Амурлаг (1947—1953)
Амурла́г (Амурский исправительно-трудовой лагерь) — подразделение, действовавшее в системе исправительно-трудовых учреждений СССР.

## История
Амурлаг создан в 1947 году. Управление Амурлага располагалось в городе Свободный (ныне Амурская область). В оперативном командовании он подчинялся первоначально Специальному главному управлению Главспеццветмета (СГУ) при Управлении исправительно-трудовых лагерей и колоний Управления внутренних дел Хабаровского края, в 1949 году перешёл в состав такой же структуры Амурской области и в 1953 году вошёл в состав ГУЛАГ Министерства юстиции.
Максимальное единовременное количество заключённых могло составлять более 3000 человек.
Амурлаг прекратил своё существование в 1953 году.

## Производство
Основными видами производственной деятельности заключённых Амурлага были железнодорожное строительство, золотодобыча, горные работы и заготовка леса.